# Deutscher Olympischer Sportbund
Deutscher Olympischer Sportbund (skrót: DOSB) – stowarzyszenie związków i organizacji sportowych z siedzibą we Frankfurcie nad Menem, zajmujące się organizacją udziału reprezentacji Niemiec w igrzyskach olimpijskich i europejskich oraz upowszechnianiem idei olimpijskiej i promocją sportu, a także reprezentowaniem niemieckiego sportu w organizacjach międzynarodowych, w tym w Międzynarodowym Komitecie Olimpijskim.

## Rada Prezydencka
Prezydentem DOSB jest Thomas Weikert. Inni członkowie rady prezydenckiej to:
- Thomas Arnold (wiceprezydent)
- Verena Bentele (wiceprezydent)
- Kerstin Holze (wiceprezydent)
- Jens-Peter Nettekoven (wiceprezydent)
- Oliver Stegemann (wiceprezydent)
- Miriam Welte (wiceprezydent)
- Stefan Raid (prezes Deutsche Sportjugend)
- Fabienne Königstein (reprezentant sportowców)
- Britta Heidemann (niemiecki członek MKOl)
- Thomas Bach (prezydent MKOl)